# Altınova (Tavas)
Altınova (türkisch für Goldebene) ist ein Dorf im Landkreis Tavas der türkischen Provinz Denizli. Altınova liegt etwa 62 km südwestlich der Provinzhauptstadt Denizli und 23 km südwestlich von Tavas. Altınova hatte laut der letzten Volkszählung 761 Einwohner (Stand Ende Dezember 2010).